# Santurde de Rioja
Santurde de Rioja é um município da Espanha 
na província e comunidade autónoma de La Rioja, de área 15,43 km² com população de 319 habitantes (2007) e densidade populacional de 20,17 hab/km².

## Demografia
| Variação demográfica do município entre 1991 e 2004 | Variação demográfica do município entre 1991 e 2004 | Variação demográfica do município entre 1991 e 2004 | Variação demográfica do município entre 1991 e 2004 |
| --------------------------------------------------- | --------------------------------------------------- | --------------------------------------------------- | --------------------------------------------------- |
| 1991                                                | 1996                                                | 2001                                                | 2004                                                |
| 324                                                 | 329                                                 | 314                                                 | 310                                                 |